# Doles sala
Doles sala är en ö i Lettland.   Den ligger i Salaspils kommun, i den centrala delen av landet, 14 km sydost om huvudstaden Riga.